# 吉野典秀
吉野 典秀（よしの のりひで、1983年12月26日 - ）は、日本の男性プロボクサー。奈良県橿原市出身。阪南大学経営情報学部卒。進光ボクシングジム所属。

## 人物
- 1983年、橿原市に生まれ、阪南大学卒業。大学時代にボクシングを始め、近畿学生トーナメントで優勝2回。卒業後、進光ボクシングジムに入門、2006年プロデビュー。2008年、西日本新人王を獲得すると、続いて西軍代表として全日本新人王を阿部隆臣と争い判定勝ち。全日本新人王となった。さらに敢闘賞も受賞した。

- 近鉄八木駅名店街の「美食酒房 如意」で働きながら、ジム通いをしている。
- 日本ランキング・スーパーフェザー級12位（JBCの2009年1月版より）

## 来歴
デビュー戦は判定引き分けとなったものの、その後は順調に判定勝ちを重ね、7戦目に初めてKO勝利。8戦目で全日本新人王を獲得した。

## 戦績
- プロボクシング：8戦7勝（1KO）1分

| 戦           | 日付           | 勝敗 | 時間    | 内容          | 対戦相手       | 国籍                        | 備考           |
| ------------ | -------------- | ---- | ------- | ------------- | -------------- | --------------------------- | -------------- |
| 1            | 2006年11月17日 | 引分 | 4R 0:19 | 負傷判定(0-0) | 湯川翔太       | 日本 （江坂）               | プロデビュー戦 |
| 2            | 2007年6月17日  | 勝利 | 4R      | 判定(3-0)     | 渡部伊予守雅之 | 日本 （金沢）               |                |
| 3            | 2008年4月20日  | 勝利 | 4R      | 判定(3-0)     | 木村由貴紀     | 日本 （ホワイトフォックス） |                |
| 4            | 2008年6月22日  | 勝利 | 4R      | 判定(3-0)     | 湯川翔太       | 日本 （江坂）               |                |
| 5            | 2008年7月20日  | 勝利 | 4R      | 判定(2-0)     | 渡部伊予守雅之 | 日本 （金沢）               |                |
| 6            | 2008年8月30日  | 勝利 | 5R      | 判定(3-0)     | 福岡孝太       | 日本 （明石）               |                |
| 7            | 2008年11月3日  | 勝利 | 2R 1:52 | KO            | 吉田宗平       | 日本 （都城レオスポーツ）   |                |
| 8            | 2008年12月21日 | 勝利 | 5R      | 判定(3-0)     | 阿部隆臣       | 日本 （新日本大宮）         | 全日本新人王戦 |
| テンプレート |                |      |         |               |                |                             |                |

## 獲得タイトル
- 西日本スーパーフェザー級新人王
- 全日本スーパーフェザー級新人王